# 南京西駅 (南京地下鉄)
南京西駅（なんきんせいえき）は、中華人民共和国江蘇省南京市鼓楼区龍江路と下関大街交差点の東側にある、南京地下鉄5号線の駅である。

## 駅名
事業着手当初は南京地下鉄集団は「南京西駅」の仮称を用いており、2019年月日に「南京西駅」を駅名として第一次公示された 、2020年1月15日に駅名が「南京西駅」に決定したことが発表された。

## 駅構造

### のりば
| 番線 | 路線            | 方面                  | 行先            |
| ---- | --------------- | --------------------- | --------------- |
|      | 南京地下鉄5号線 | 方家営 方面           | 方家営 行き     |
|      | 南京地下鉄5号線 | 吉印大道・東善橋 方面 | 江蘇軟件園 行き |

## 隣の駅
南京地下鉄
■5号線
方家営駅 - 南京西駅 - 静海寺駅